# Endlicheria coriacea
Endlicheria coriacea är en lagerväxtart som beskrevs av Chanderb.. Endlicheria coriacea ingår i släktet Endlicheria och familjen lagerväxter. Inga underarter finns listade i Catalogue of Life.